# In-Stream Video Ad
Reklamy In-stream – typ reklam wideo prezentowanych w serwisach internetowych przed, w trakcie, lub po zakończeniu filmu, który ogląda użytkownik. Najczęściej wykorzystywany jest na serwisie YouTube. Reklamy takie wyświetlają się nie tylko w samym serwisie, ale również na materiałach z niego pochodzących, które zostały osadzone na innych witrynach. Oprócz YouTube, reklamy in-stream można spotkać na Facebooku i w aplikacjach zrzeszonych w sieci reklamowej Google.
W systemie Google Ads reklamy in-stream nazywane są TrueView In-Stream. Ich cechą charakterystyczną jest możliwość pominięcia dopiero po 5 sekundach. Zgodnie z zaleceniami reklamy nie powinny być krótsze niż 12 sekund, ponieważ dopiero wtedy zostaną ujęte w YouTube Analytics. Nie powinny być również dłuższe niż 3 minuty. Reklama TrueView In-Stream może odsyłać do wybranej witryny, kanału lub filmu na YouTube.

## Opłaty reklamodawców
Reklamodawca płaci za reklamę TrueView In-Stream jedynie wtedy, gdy odbiorca wyświetli 30 sekund reklamy (lub, gdy jest ona krótsza niż 30 sekund, wyświetli ją w całości) lub wejdzie z nią w interakcję.

## Zalety reklam In-Stream
Reklamy In-stream zwykle są lubiane i doceniane przez specjalistów od reklamy internetowej. Pomagają zwiększyć rozpoznawalność marki, a przez to, że wyświetlane są głównie przed i w trakcie innego materiału (tak zwany pre-roll i mid-roll) niejako wymuszają obejrzenie ich do końca. Daje to dobre przełożenie kosztu reklamy na jej realny efekt.

## Inne typy reklam TrueView
W serwisie YouTube oprócz TrueView In-Stream można skorzystać również z reklam TrueView Discovery. Ten typ reklamy nie wyświetla się w trakcie innych materiałów wideo, lecz pojawia się jako propozycja w wynikach wyszukiwania lub w sekcji „Proponowane filmy” podczas oglądania.